# Rio Xeruã
Rio Xeruã är ett vattendrag i Brasilien.   Det ligger i delstaten Amazonas, i den västra delen av landet, 2 400 km nordväst om huvudstaden Brasília.
I omgivningarna runt Rio Xeruã växer i huvudsak städsegrön lövskog. Trakten runt Rio Xeruã är nära nog obefolkad, med mindre än två invånare per kvadratkilometer.